# 阿靈頓 (科羅拉多州)
隔靈頓（英語：Arlington）是位於美國科羅拉多州凱厄瓦縣的一個非建制地區。該地的面積和人口皆未知。

## 地理
隔靈頓的座標為38°20′08″N 103°20′33″W / 38.33556°N 103.34250°W，而該地的平均海拔高度為1287米（即4222英尺）。